# Centraltryckeriet

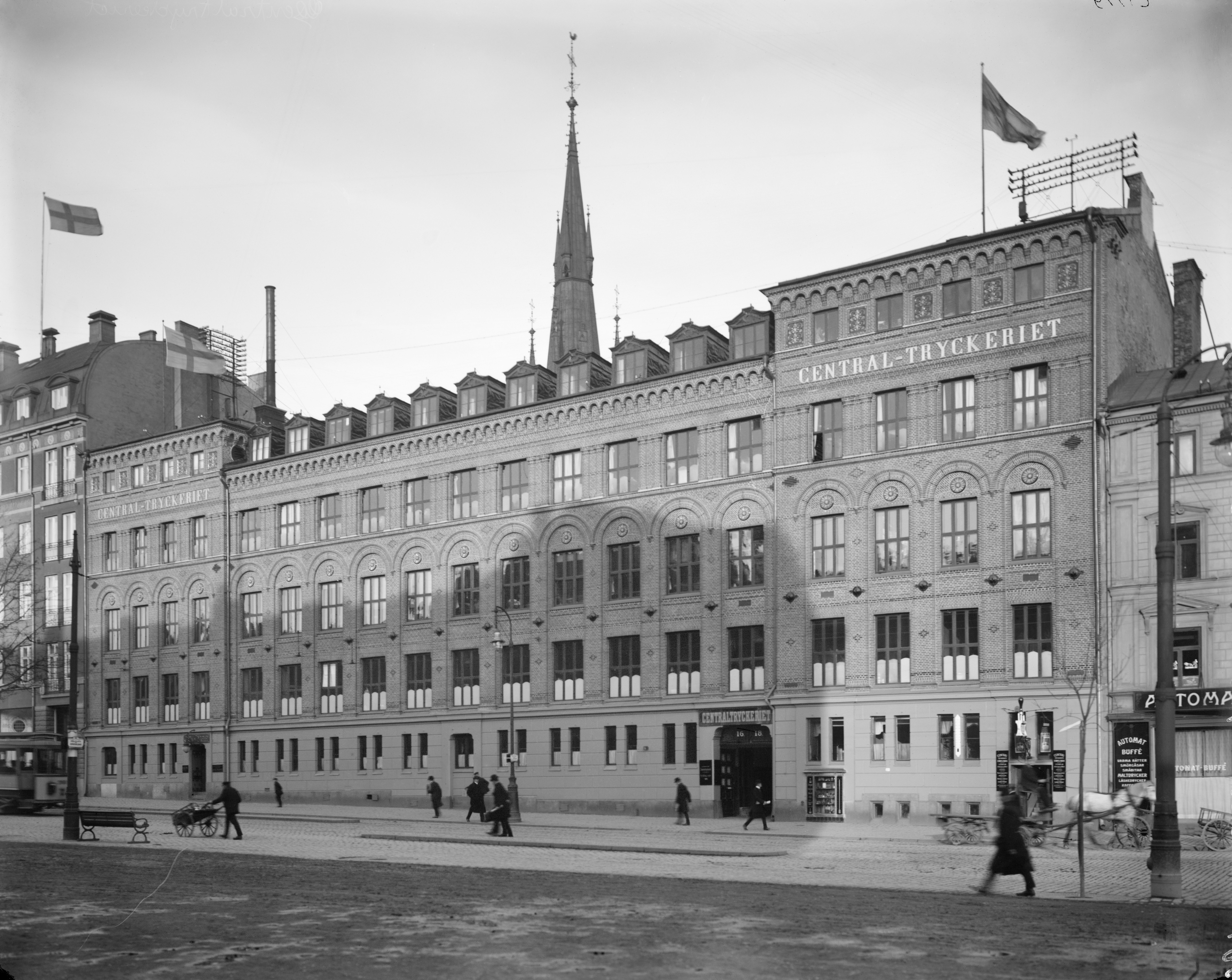
Centraltryckeriet 1905.

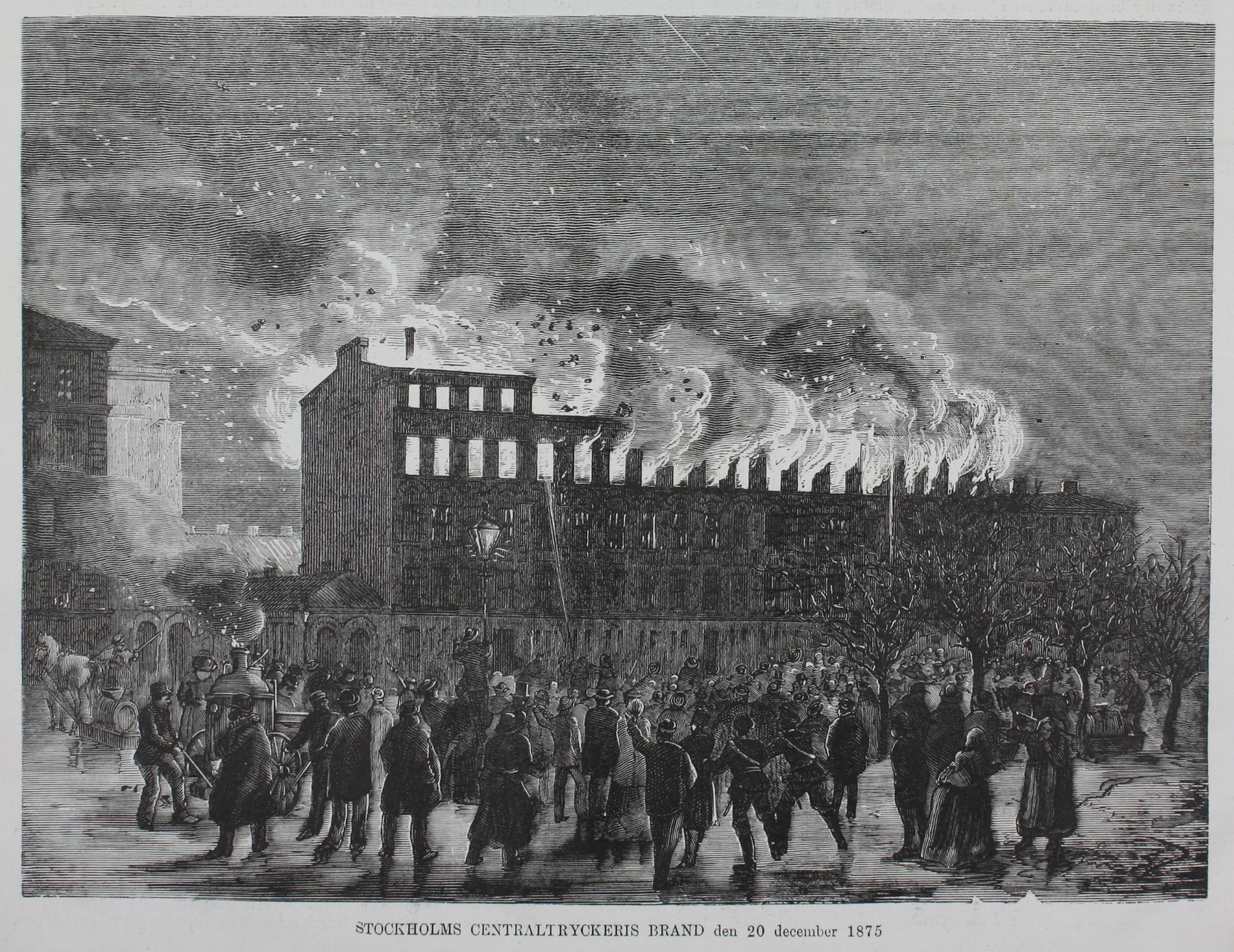
Centraltryckeriet i lågor 1875.

Centraltryckeriet, även Central-Tryckeriet, var ett tryckeri vid Vasagatan 14–18 (tidigare Klara Strandgata 6–8) i Stockholm, där Esseltehuset idag ligger.
Tryckeriet bildades 1873 under namnet Stockholms boktryckeriaktiebolag men ändrade året därpå namn till Centraltryckeriets aktiebolag. Det leddes till en början av Hans Forssell, men efter att han utsetts till sekreterare i Riksbanken tog Carl Johan Fahlcrantz över ledningen. Bolaget expanderade genom uppköp och var snart ett av huvudstadens största.
Tryckeribyggnaden uppfördes 1873–1874 av byggmästare Axel Gotthard Janson i kvarteret Uggleborg enligt arkitekten Ernst Jacobssons ritningar. Det var en för tiden mycket modern och storslagen tryckeribyggnad med ett strategiskt läge mitt emot den nya Centralstationen. Högst upp fanns den litografiska avdelningen, i våningen under låg sätteriet. I bottenplanet fanns själva tryckeriet och i suterrängvåningen därunder kontor och förvaringsutrymmen.

## Branden
Den 20 december 1875 utbröt en förödande brand i den litografiska avdelningen på plan 3. Litografen J.H. Seedorff räddade flera personer, men själv brann inne med tre av sina barn. Den litografiska avdelningen förstördes helt och hållet tillika med en stor mängd kartor, planscher och annat litografiskt tryck. De på vinden förvarade upplagorna av nyligen tryckta arbeten blev även lågornas rov; häribland Heinrich Neuhaus berömda panorama över Stockholm sånär som på två exemplar. Byggnadens tre nedersta våningar förskonades nästan helt från eldens härjningar, men blev däremot vattenskadade av de stora mängderna släckvatten.
Efter återuppbyggnad fortsatte verksamheten. Klarakvarteren var något av Sveriges tryckericentrum med stor betydelse och samlade i början av 1900-talet 35 av huvudstadens 90 tryckerier. 1913 bildades SLT genom en sammanslagning av 13 företag. Den gamla tryckeribyggnaden revs hösten 1931 och på platsen lät man resa det nya Esseltehuset dit verksamheten flyttade.

## Bilder

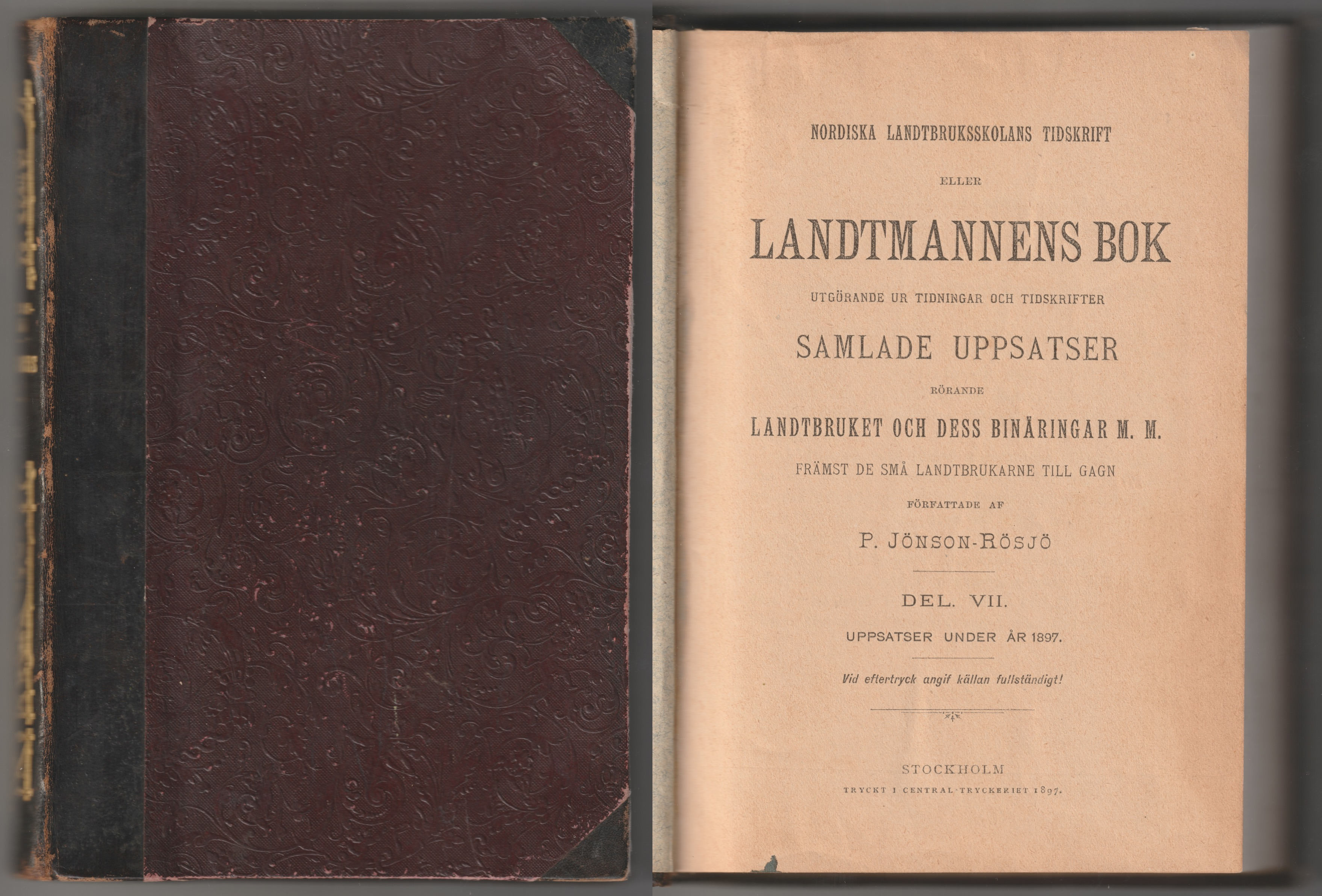
Bok - Landtmannens bok av Per Rösiö - tryckt vid Centraltryckeriet 1897